# Sangre Fría Tour
Sangre Fría Tour es la cuarta gira y la tercera gira internacional de conciertos de la banda mexicana Panda en promoción de su séptimo álbum de estudio Sangre Fría, lanzado en diciembre de 2013. La gira inició oficialmente en Cuautitlán Izcalli el 15 de febrero de 2014.

## Antecedentes
La primera fecha se dio a conocer en la página del centro de espectáculos "Fun Central" pues se dio a conocer un cartel hecho por la misma empresa para promocionar el evento.

## Recepción
En la primera fecha que fue el 15 de febrero de 2014 en Cuautitlán Izcalli fue un lleno total pues este concierto fue un poco más íntimo para convivir un poco más con sus seguidores.
El 25 de abril de 2014 fue la 8.ª presentación que hizo la banda en el Auditorio Nacional de México.
Después de tener un lleno en la primera fecha en el Auditorio Nacional volvió con una fecha más para deleitar a los seguidores que se quedaron sin ver el "Sangre Fría Tour" el Domingo 3 de agosto.
PXNDX sentía una gran deuda con los FXNDXS capitalinos y renovó su Setlist y abrió una sección llamada complacencias, con esto es la PRIMERA vez que PXNDX toca más de 35 canciones en un concierto.
En el mes de octubre del 2014 se estará realizando lo que será la parte del Sangre Fría Tour Latinoamérica, hasta el momento no hay fechas confirmadas para este mes, visitarán países como Colombia, Perú, Chile, Venezuela, Bolivia, Honduras, Argentina y Ecuador.
Por la mismísima aceptación por parte de los fanes de esta gira, el canal de música Exa TV está tramitando un permiso para la grabación de una de las fechas de la gira, que puede ser el 3 de agosto en el Auditorio Nacional, y transmitirla de manera exclusiva en su canal para México y toda Hispanoamérica, este se transmitiría hasta que la gira diera un fin.

## Teloneros
- Silent Lune - (15 de febrero de 2014)
- Ragoo - (12 de abril de 2014)
- Un Pacto con Julieta - (25 de abril de 2014)
- Serbia - (31 de mayo de 2014)
- Sofí Mayen - (27 de junio de 2014)
- Charming X Liars - (3 de agosto de 2014)
- Nata Cassette (22 de agosto de 2014)
- Adelhaid  (23 de agosto de 2014)
- Rox (14 de noviembre de 2014)
- Clasz (27 y 28 de marzo de 2015)
- Minerva (22 de marzo de 2015)
- Vectores (20 y 21 de mayo de 2015)

## Lista de canciones
| Lista Original de canciones |
| --- |
| - Acto I 1. Saludos desde Turquía (Sangre Fría) 2. Saco sport y Clavel blanco (Sangre Fría) 3. Cita en el Quirófano (Para ti con desprecio) 4. En el Vaticano (Arroz Con Leche) 5. Envejecido en Barril de Roble (Bonanza (álbum)) 6. 10 AM (Sangre Fría) 7. Solo a Terceros (Poetics) 8. Claro que No (La revancha del príncipe charro) 9. Enfermedad en Casa (Sangre Fría) 10. Hasta el Final (Para ti con desprecio) 11. Los malaventurados no lloran (Amantes sunt amentes) 12. Nuestra aflicción (Poetics) 13. Feliz Cumpleaños (Rock) (MTV Unplugged) 14. Mala Suerte (La revancha del príncipe charro) 15. Romance en Re Sostenido (Bonanza (álbum)) 16. Narcisista por Excelencia (Amantes sunt amentes) 17. Disculpa los Malos Pensamientos (Para ti con desprecio) - Acto II 1. Sangre Fría (José Madero solo con teclado) (Sangre Fría) 2. Ya no Jalaba (La revancha del príncipe charro) 3. Cuando no es como debiera ser (Para ti con desprecio) 4. Usted (Sangre Fría) 5. Pathetica (Amantes sunt amentes) 6. Quisiera no Pensar (La revancha del príncipe charro) 7. Procedimientos para llegar a un común acuerdo (Amantes sunt amentes) |

| Lista Renovada de canciones (A Partir del 1 de agosto de 2014) |
| --- |
| - Acto I 1. Estoy más solo que ayer, pero menos que mañana. 2. Enfermedad en Casa 3. Solo a Terceros 4. 10 Am 5. Cita en el Quirófano 6. Envejecido en Barril de Roble 7. Pathethica 8. Mi Huracán llevaba tu Nombre 9. Procedimientos para llegar a un común acuerdo. 10. Libre Pastoreo 11. Martirio de Otro. 12. Cuando no es como debiera ser. 13. Introducción a la Cartografía. 14. So Violento, So Macabro. 15. Nuestra Aflicción. 16. Disculpa los Malos Pensamientos. 17. Usted. 18. Ya no Jalaba. - Acto II (Encore) 1. Sangre Fría 2. Saludos desde Turquía 3. Romance en Re Sostenido. 4. En tu Honor. 5. Los Malaventurados no Lloran. 6. Nunca Nadie nos Podrá Parar. |

| Lista del Auditorio Nacional (3 de agosto de 2014) |
| --- |
| - Acto I 1. Estoy más solo que ayer, pero menos que mañana. 2. Enfermedad en Casa 3. Solo a Terceros 4. 10 Am 5. Cita en el Quirófano 6. Envejecido en Barril de Roble 7. Pathethica 8. Mi Huracán llevaba tu Nombre 9. Procedimientos para llegar a un común acuerdo. 10. Martirio de Otro. 11. Cuando no es como debiera ser. 12. Introducción a la Cartografía. 13. So Violento, So Macabro. 14. Nuestra Aflicción. 15. Feliz Cumpleaños 16. Narcisista por Excelencia 17. Disculpa los Malos Pensamientos. 18. Usted. 19. Ya no Jalaba. - Acto II (Encore) 1. Sangre Fría 2. Saludos desde Turquía - ACTO III (Complacencias) 1. Hola 2. 3+1 3. Promesas/decepciones 4. Huésped en Casa Propia 5. Maracas 6. En el Vaticano (Arturo Arredondo en la Batería) 7. Ilasha 8. Miércoles - ACTO IV (Setlist) 1. Romance en Re Sostenido. 2. En tu Honor. 3. Los Malaventurados no Lloran. - ACTO V (Complacencias) 1. Si Supieras. 2. Señor Payaso. - ACTO VI (Cierre) 1. Nunca Nadie nos Podrá Parar. |

## Fechas de la gira
| 15 de febrero de 2014    | Cuautitlán Izcalli       | México  | Fun Central (Pista de Hielo)         | Sangre Fría Tour           |
| 24 de marzo de 2014      | Villahermosa             | México  | Teatro del Pueblo                    | Sangre Fría Tour           |
| 12 de abril de 2014      | León                     | México  | Foro Arlequín                        | Sangre Fría Tour           |
| 24 de abril de 2014      | Tampico                  | México  | Teatro del Pueblo                    | Sangre Fría Tour           |
| 25 de abril de 2014      | Ciudad de México         | México  | Auditorio Nacional                   | Sangre Fría Tour           |
| 31 de mayo de 2014       | Monterrey                | México  | Arena Monterrey                      | Sangre Fría Tour           |
| 27 de junio de 2014      | Zacatecas                | México  | Domo de la Feria                     | Sangre Fría Tour           |
| 28 de junio de 2014      | Guadalajara              | México  | Auditorio Telmex                     | Sangre Fría Tour           |
| 1 de agosto de 2014      | Durango                  | México  | Teatro del Pueblo                    | Sangre Fría Tour           |
| 2 de agosto de 2014      | Morelia                  | México  | Plaza Monumental                     | Sangre Fría Tour           |
| 3 de agosto de 2014      | Ciudad de México         | México  | Auditorio Nacional                   | Sangre Fría Tour           |
| 12 de agosto de 2014     | Ciudad de México         | México  | Pepsi Center WTC                     | MTV Millennial Awards 2014 |
| 22 de agosto de 2014     | Quito                    | Ecuador | Centro de Eventos "Quitumbe"         | Sangre Fría Tour           |
| 23 de agosto de 2014     | Guayaquil                | Ecuador | Centro de Convenciones "Guayaquil"   | Sangre Fría Tour           |
| 30 de agosto de 2014     | Saltillo                 | México  | Rockoahuila                          | Sangre Fría Tour           |
| 31 de agosto de 2014     | Chihuahua                | México  | Plaza del Ángel                      | Sangre Fría Tour           |
| 25 de septiembre de 2014 | Monterrey                | México  | Fac. de Derecho y Ciminología (UANL) | Sangre Fría Tour           |
| 19 de octubre de 2014    | Ciudad de México         | México  | Foro Sol                             | Concierto Exa 2014         |
| 14 de noviembre de 2014  | Guadalajara              | México  | Teatro "Cavaret"                     | Sangre Fría Tour           |
| 15 de noviembre de 2014  | Aguascalientes           | México  | Palenque de la Feria                 | Sangre Fría Tour           |
| 13 de diciembre de 2014  | Lima                     | Perú    | Parque de la Exposición              | Festival VIVO X EL ROCK    |
| 19 de enero de 2015      | León                     | México  | Foro Victoria                        | Sangre Fría Tour           |
| 22 de enero de 2015      | Chiapa de Corzo, Chiapas | México  | Teatro del Pueblo                    | Sangre Fría Tour           |
| 6 de marzo de 2015       | Querétaro                | México  | Auditorio Josefa Ortíz               | Sangre Fría Tour           |
| 7 de marzo de 2015       | San Luis Potosí          | México  | Cineteca Alameda                     | Sangre Fría Tour           |
| 22 de marzo de 2015      | Puebla                   | México  | Auditorio del CCU BUAP               | Sangre Fría Tour           |
| 27 de marzo de 2015      | Tijuana                  | México  | El Foro                              | Sangre Fría Tour           |
| 28 de marzo de 2015      | Mexicali                 | México  | Carpa FEX                            | Sangre Fría Tour           |
| 4 de abril de 2015       | Tampico                  | México  | Playa Miramar                        | Sangre Fría Tour           |
| 20 de mayo de 2015       | Santiago de Chile        | Chile   | Teatro Cariola                       | Sangre Fría Tour           |
| 21 de mayo de 2015       | Santiago de Chile        | Chile   | Teatro Cariola                       | Sangre Fría Tour           |
| 23 de mayo de 2015       | Lima                     | Perú    | Parque de la Exposición              | Festival VIVO X EL ROCK    |

## Conciertos Cancelados y/o Reprogramados
| Fecha               | Ciudad         | País           | Lugar            | Concepto                                               |
| América Latina      | América Latina | América Latina | América Latina   | América Latina                                         |
| ------------------- | -------------- | -------------- | ---------------- | ------------------------------------------------------ |
| 2 de agosto de 2014 | Morelia        | México         | Plaza Monumental | Falta de claususlas que se establecían en el contrato. |